# Akin Omotoso
Akin Omotoso, né en 1974 à Ibadan (Nigeria), est un acteur, réalisateur et scénariste nigerian vivant en Afrique du Sud.

## Biographie
Né au Nigeria en 1974, Akin Omotoso vit en Afrique du Sud depuis 1992. Il étudie la diction et l'art dramatique à l'université du Cap-Occidental, et remporte le Prix du cinéma et de la télévision sud-africaine (South African Film and Television Awards) pour son travail en tant que réalisateur de télévision. Il est le fils du renommé auteur nigérian, Kole Omotosho.

## Carrière
Omotoso se lance dans le monde du divertissement pendant ses études universitaires. Il fait ses débuts en tant qu'acteur dans Sunjata de Mark Fleishman. Cette performance lui vaut un Fleur du Cap Award du Meilleur Étudiant Prometteur en 1995. Il utilise l'argent gagné pour réaliser ses premiers courts-métrages : The Kiss of Milk, The Nightwalkers et The Caretaker. En 1999, il écrit son premier long-métrage, God is African. Le film sort en 2003. Cette même année, il fonde une société de production avec Robbie Thorpe et Kgomotso Matsunyane. La société s'appelle T.O.M. Pictures.
Omotoso réalise la série télévisée Jacob's Cross sur Africa Magic, M-Net et SABC entre 2007 et 2013. En 2010, il commence à travailler sur Tell Me Sweet Something. Lors d'une interview avec Pulse Nigeria, il révèle que Love Jones (1997) de Theodore Witcher inspire le film. Le film sort et reçoit un accueil positif. En 2016, il remporte le prix du meilleur réalisateur aux Africa Magic Viewers Choice Awards dans l'État de Lagos.
En 2022, Omotoso réalise Rise, le biopic de Giannis Antetokounmpo pour Disney. Sourav Chakraborty de Sportskeeda le décrit comme un film de sport inspirant. Omotoso réussit à maintenir une atmosphère de tension tout au long du film.

## Filmographie partielle

### Comme réalisateur
- 1994 : Soul City (série TV)
- 2003 : God Is African
- 2006 : Gathering the Scattered Cousins
- 2006 : A Place Called Home (série TV)
- 2007 : Soul Buddyz (série TV)
- 2008 : Jesus and the Giant
- 2009 : Wole Soyinka: Child of the Forest
- 2011 : Man on Ground (en)
- 2013 : End Game (série TV)
- 2015 : Tell Me Sweet Something
- 2016 : Vaya (en)

### ²Comme acteur
- 1999 : A Reasonable Man : Photographer
- 2000 : Operation Delta Force 5: Random Fire : Vice Consul Williams (aussi Random Fire et Opération Delta Force 5
- 2003 :  Pendulum de Jason Ashberg : Doc
- 2003 : God Is African : Former DJ
- 2004 : Gums and Noses : Furious Ad Man
- 2004 : Lettre d'amour zoulou (Zulu Love Letter) : Songs of Solomon (voix)
- 2005 : Lord of War (Le Seigneur de guerre) : General Solomon
- 2006 : Blood Diamond (Le Diamant de sang) : Peacekeeper
- 2007 : Shake Hands with the Devil (J'ai serré la main du diable) : Paul Kagame
- 2007 : The Three Investigators and the Secret of Skeleton Island : Gamba
- 2014 : Hector and the Search for Happiness  (Hector et la recherche du bonheur) : African Boss
- 2016 : Queen of Katwe : Rwabushenyi President
- 2016 : Wonder Boy for President : Political Correspondent
- 2016 : Naked Reality
- 2016 : Vaya
- 2017 : Catching Feelings : Joel
- 2019 : The Ghost and the House of Truth
- 2022 : Rise

## Récompenses et distinctions
- Africa Movie Academy Award du meilleur son